# Negocinetics
Negocinetics es una dinámica de negociación que propone una nueva forma de vinculación para trabajadores y compañías 4.0. De cara a la cuarta revolución industrial en donde los paradigmas de vinculación laboral están atravesando una transformación hacia una modalidad horizontal, surge la necesidad de buscar alternativas de integración que permitan el flujo de los procesos productivos con flexibilidad y compromiso.

## Relaciones de Dependencia
El modelo de relación de dependencia ha sido la elección de gran parte de los trabajadores activos y es la base de la estructura de la mayoría de las empresas desde el nacimiento del capitalismo. 
Ofrece según las creencias de la sociedad actual, un proceso estable de crecimiento dentro de una estructura que vela por el desarrollo laboral-económico de los trabajadores que están comprometidos con el emprendimiento. Es un pacto que ofrece horas de actividad por una contraprestación establecida fija y/o variable en lapsos definidos de tiempo.
Existen personas, que sienten atravesar su vida de forma independiente, y consideran que una relación laboral de dependencia, puede generar una dependencia emocional que afecte otras áreas de su vida. 
Estas personas, desean desarrollar su poder personal en una multiplicidad de entornos, relacionarse con distintas personas y forjar vínculos que aporten valor a su vida.
No sienten su práctica laboral como una “carrera” hacia una meta, sino como una suma de experiencias enriquecedoras que pueden ser integradas a un propósito.
Asimismo, para quienes dirigen las organizaciones, puede ser una carga emocional muy alta tener personas en calidad de “dependencia”, pues existe una responsabilidad hacia ellas y sus familias, su futuro, su evolución personal y social.

### Vínculos laborales 4.0
Durante nuestra vida, aprendemos a vincularnos según parámetros sociales establecidos que fluyen dentro de una estructura y permiten el funcionamiento del sistema laboral actual.
Estos parámetros forman parte de nuestra personalidad y actúan de forma inconsciente. 
Entrando a la cuarta revolución industrial en donde los Knowmads se perfilan para liderar los procesos de cambio, es necesario forjar nuevas formas de vinculación que permitan la integración a las organizaciones desde un lugar de equilibrio.
Cada vez que nos vinculamos con alguna organización, en realidad nos estamos vinculando con las personas que forman parte de ella. Dependerá de nuestra frecuencia de comunicación, el equilibrio de poder en el momento de la integración. Para lograr un vínculo que permita integrarnos, necesitamos revisar, analizar y modificar en caso de ser necesario, nuestra frecuencia y vibración.

#### Vibración y Frecuencia en la Negociación
Cada vez que negociamos, estamos enviando un mensaje al receptor. Este mensaje se compone de dos partes. La primera, se encuentra íntimamente relacionada con el hemisferio izquierdo del cerebro, expresando de forma lógica y pragmática nuestros objetivos e intereses por las vías de comunicación verbal y corporal. Por otro lado, el hemisferio izquierdo, es el encargado de procesar y transmitir las emociones que estamos atravesando en ese momento y envía un mensaje sutil a través de la vibración al campo perceptivo del receptor.
La integración armónica de los componentes produce un mensaje compacto que genera confianza en el receptor.

##### Desequilibrio de Poder en la Negociación
Los desequilibrios de poder en la negociación se producen en su mayoría por errores en la frecuencia de comunicación. Podemos citar un ejemplo de negociación laboral, en donde un postulante se presenta a una entrevista de trabajo. Su comunicación verbal y corporal están enfocadas en conseguir el empleo y se muestra entusiasmado, pero su vibración está anclada en un proceso de necesidad y miedo por su situación de desempleo. El mensaje que envía al receptor, produce un "ruido" en la frecuencia de comunicación, desequilibrando el poder. Probablemente, la oferta que el empleador haga al postulante, esté por debajo de las expectativas de este último.

##### Integrando la frecuencia de comunicación
Negocinetics es un método de trabajo que permite mediante una dinámica simple, creativa y concreta individualizar y representar creencias (hemisferio izquierdo) que se manifiestan como verdades (hemisferio derecho).
Una vez manifestadas, tenemos la oportunidad de apartarlas por un momento de nuestro circuito de razonamiento, y evaluar nuevamente la situación.
Teniendo ya entonces dos opciones sobre la mesa, comenzaremos un proceso de negociación para encontrar un equilibrio que permita accionar desde nuestro YO SOY en un contexto social.
El objetivo último es integrar los hemisferios cerebrales y emitir una frecuencia de comunicación compacta.
- El vínculo desde a Necesidad

```
 Abordaje: Concepto del tiempo y el problema de la ansiedad.
 Meta: Re-conectar con el deseo a través de la creatividad.
```

- El vínculo desde el Miedo

```
 Abordaje: El miedo y la parálisis de la acción.
 Meta: Generar valor.
```

- El vínculo en Deuda

```
 Abordaje: El problema de sentirse en deuda.
 Meta: Abandonar el descrédito y generar orden.
```

Una vez que somos capaces de alinear nuestra comunicación en los conceptos que limitan nuestro poder personal, estaremos en condiciones de enfrentar las principales causas de la ruptura en los vínculos.
- La ira

```
 Abordaje: El enojo y la emoción violenta como sistemas de evasión.
 Meta: Encontrar el equilibrio emocional y saber ganar/perder.
```

- El juicio

```
 Abordaje: Las creencias y los valores de la educación.
 Meta: Aceptarse a uno mismo y a los demás.
```

Desarrollaremos de aquí en más, las virtudes que hemos recuperado durante el proceso y que forman parte de nuestro YO SOY.
- Perseverancia

```
 Abordaje: Saber esperar, sin dejar de accionar.
 Meta: Apertura al resultado.
```

- Estilo

```
 Abordaje: La seriedad como valor y la exigencia social.
 Meta: Encontrar la propia identidad.
```

- Autoridad

```
 Abordaje: Los sistemas jerárquicos y autoritarios.
 Meta: Generar y ejercer nuestra autoría.
```

- Compromiso

```
 Abordaje: Partimos del concepto de crisis y oportunidad.
 Meta: Aprender a decir No.
```

##### Integración Horizontal
A través de nuevas formas de vinculación, podremos integrarnos a los nuevos paradigmas laborales propios de la industria 4.0, en donde la movilidad y flexibilidad del trabajador serán claves para el desarrollo de estilos de vida sustentables y armónicos.